# Back to the World (Dennis DeYoung)
Back to the World is het tweede studioalbum van Dennis DeYoung in een periode dat de band Styx een (gedwongen) rustpauze kende. 

## Inleiding
Het album werd opgenomen in de Pumpkin Studios in Oak Lawn, Illinois. Daar waar zijn eerste album nog succes had in de Verenigde Staten lieten de verkoopcijfers een dalende lijn zien in de populariteit. Desert Moon haalde nog de top veertig van de Billboard 200, Back haalde de top 100 van die lijst niet eens. De hoogste notering was 108. Volgens Stephen Thomas Erlewine was dat mede te danken aan dat het tweede album te veel lijkt op het eerste; bij het eerste album vielen gemaakte keuzes nog goed uit, het mislukte bij het tweede album. Dat de grootste hit Call me een “ballad” was en geen rocksong sprak volgens Allmusic boekdelen. This is the time was de opener van de film The Karate Kid Part II.
In 2013 werd het samen met Desert Moon uitgegeven via retroplatenlabel BGO Records. Ook die meldde dat DeYoung in het begin van zijn solowerk nog wel mee kon maar dat zijn bekendheid en muziek tanende was (tot 2000).

## Musici
- Dennis DeYoung – zang, toetsinstrumenten, percussie
- Tom Dziallo – gitaren, basgitaar en drumstel op Call me, Warning shot en Unanswered prayers
- Jeffrey Vanston – toetsinstrumenten en programmeerwerk toetsen
- Wayne Stewart – drumstel
- Steve Eisen – saxofoons, conga, dwarsfluit
- Marc Colby – saxofoonsolo's op Call me, Unanswered prayers
- Tony Brown – basgitaar op I’ll get lucky
- Howard Levy – mondharmonica
- Marc Ohlsen, Ron Friedman – trompet
- Bruce Otto – trombone
- Gary Loizzo, Tim Griffin, Pat Hurley Rans, Sandy Caulfield, Tere Davenport, Tony Ransom, Dawn Feusi - achtergrondzang

## Muziek
Alle nummers door Dennis DeYoung, I’ll get lucky mede door Vanston

| Nr. | Titel              | Duur |
| --- | ------------------ | ---- |
| 1.  | This is the time   | 3:53 |
| 2.  | Warning shot       | 4:25 |
| 3.  | Call me            | 4:46 |
| 4.  | Unanswered prayers | 6:34 |
| 5.  | Black wall         | 5:50 |
| 6.  | Southbound Ryan    | 4:41 |
| 7.  | I’ll get lucky     | 4:42 |
| 8.  | Person to person   | 4:57 |